# Червоний намет (фільм)
«Червоний намет» (італ. «La tenda rossa», англ. «The Red Tent», рос. «Красная палатка») — спільний радянсько-британсько-італійський широкоформатний художній фільм-драма 1969 року. Остання режисерська робота Михайла Калатозова.

## Сюжет
Через сорок років після краху дирижабля «Італія» старий генерал Умберто Нобіле намагається знайти для себе виправдання за свою не надто блискучу роль у трагедії 1928 року. В своїй уяві генерал знову і знову збирає в своїй кімнаті учасників тих подій, щоб зажадати від них суду над собою. Льотчики Лундборга і Чухновський, дослідники Амундсен і Самойлович, метеоролог Мальмгрен і його кохана Валерія, радист Бьяджі і капітан базового судна Романья стають обвинувачами, присяжними, свідками та адвокатами. Вони вкотре з пристрастю розглядають кожен крок Нобіле від вильоту експедиції з Кінгсбея до порятунку тих, хто залишилися в живих радянськими льотчиками і моряками…

## У ролях
- Пітер Фінч — Умберто Нобіле
- Шон Коннері — Руаль Амундсен
- Клаудія Кардинале — Валерія
- Харді Крюгер — Ейнар Лундборг
- Едуард Марцевич — Фінн Мальмгрен
- Григорій Гай — Рудольф Самойлович
- Микита Михалков — Чухновський
- Луїджі Вануччі — Філіппо Цаппі
- Маріо Адорф — Джузеппе Б'яджі
- Донатас Баніоніс — Мар'яно
- Массімо Джіротті — Романья
- Юрій Соломін — Феліче Трояні
- Отар Коберідзе — Натале Чечоні
- Борис Хмельницький — Альфредо Вільєрі
- Микола Іванов — Колька Шмідт
- Юрій Візбор — Франтішек Бегоунек
- Тенгіз Арчвадзе — Алессандріні
- Валерій Сіровський — Лаго
- Юрій Назаров — Анатолій Алексєєв

## Особливості фільму
- Фільм демонструвався на Заході і в СРСР в різних варіантах монтажу і з різними звуковими доріжками: у радянському варіанті звучить музика Олександра Зацепіна, в італійському — Енніо Морріконе. За словами Зацепіна, в міжнародній версії фільму використали музику Морріконе, оскільки на момент монтажу музика Зацепіна не була готова.
- Деякі подробиці реальних історичних подій змінені[5]. Насправді, Нобіле отримав значно серйозніші поранення, ніж показано у фільмі; Мальмгрен отримав поранення, а не лишився неушкодженим; криголам «Красін» виходив в море вночі і без велелюдних проводів; «червоний намет» був в реальності набагато меншим; обставини загибелі Амундсена і групи Алессандріні вигадані, насправді обставини їх загибелі досі невідомі; радіоприймач Миколи Шмідта був не закінченою конструкцією, а макетом з розкладених на столі деталей на одній радіолампі; у Фінна Мальмгрена була наречена Анна в Швеції, а не Валерія.

## Цікаві факти
- Приїзд Шона Коннері на зйомки «Червоного намету» в СРСР став темою жартівливої пісні Володимира Висоцького «Пісня про Джеймса Бонда, агента 007», а пісню «На снігу стоїть намет, парапонці-понці-по…», яку співають аеронавти на крижині, щоб не зійти з розуму від відчаю, склав Юрій Візбор на мотив відомої в Італії непристойної пісеньки.